# 努尔县
努爾縣（波斯語：‎）位於伊朗馬贊德蘭省，首府是努爾市。
根據2006年進行的人口普查數據顯示，該地此年總人口為104,807人，2011年的數據為109,81人，而2016年的數據顯示總人口則為121,531人。